# Chenghuangtempel van Anxi
De Chenghuangtempel van Anxi is een daoïstische tempel die gewijd is aan de  daoïstische god Chenghuang. Chenghuang is de god van het lokale gebied. De tempel staat in Anxi, Zuid-Fujian.

## Geschiedenis
In 956 bouwden dorpelingen een tempel om Chenghuang te aanbidden. Volgens een legende heeft de Chenghuang van Anxi geneeswerkende kracht. Tijdens de Song-dynastie leed een keizerin aan een hevige ziekte. Nadat de keizer om zegening van de Chenghuang van Anxi had gebeden, werd haar vrouw, gelijk beter. De Chenghuang kwam meerdere malen tevoorschijn in de andere vier arrondissementen van Quanzhou. Dorpelingen geloven dat de god meerdere malen hun van wervelwinden en droogte heeft gered. Hierop gaf de keizer van de Song-dynastie de Chenghuang een hoge titel.  Ook keizer Daoguang van de Qing-dynastie heeft deze Chenghuang een hoge titel gegeven. 
In deze dynastie migreerden vele mensen van Anxi naar Taiwan. In Taiwan aangekomen bouwden velen een Chenghuangtempel in hun nieuwe vestigingsplaats. Deze zijn te vinden in Danshui, Banqiao, Zhongliao, Tainan en Toucheng.
In 1921 ging de daoshi van deze tempel naar Singapore om de Lorong Koo Chye Sheng Hong Temple te stichten.